# Maria Cavaco Silva
Maria Alves da Silva Cavaco Silva GCIH (São Bartolomeu de Messines, Silves, 19 de março de 1938) é uma professora portuguesa de literatura, que foi primeira-dama de Portugal entre 2006 e 2016, como esposa do Presidente Aníbal Cavaco Silva.

## Biografia
É filha de Francisco dos Santos da Silva e de sua mulher Adelina de Jesus Pincho. Licenciada em filologia germânica pela Faculdade de Letras da Universidade de Lisboa, a sua tese de licenciatura versou A Saudade na Poesia de Hölderlin, tema analisado em relação com o Saudosismo Português, principalmente com Teixeira de Pascoaes. Professora desde 1960, lecionou no Colégio das Doroteias e nos liceus Passos Manuel, Rainha D. Leonor e D. João de Castro, todos em Lisboa.
Maria e Aníbal Cavaco Silva casaram-se em Lisboa, na Igreja de São Vicente de Fora, a 20 de outubro de 1963. Logo nesse ano, acompanhou o marido para Moçambique, vivendo dois anos em Lourenço Marques (atual Maputo), onde leccionou francês, português e inglês, nos liceus Salazar e D. Ana da Costa Portugal. Do casamento, nasceram dois filhos: Patrícia Alves Cavaco Silva (n.1966) e Bruno Alves Cavaco Silva (n.1967).
Entre 1971 e 1974, esteve em Iorque, Inglaterra, mantendo uma relação de trabalho com o Language Teaching Centre, onde frequentou cursos de alemão e italiano. Como não havia leitorado oficial de língua portuguesa, ensinou-a a título privado a estrangeiros de várias nacionalidades.
Em 1977, iniciou funções como regente da disciplina de Língua Portuguesa na Universidade Católica Portuguesa, em Lisboa, à qual está ainda hoje ligada, dando aulas extraordinárias de Língua e Cultura Portuguesas. Tem artigos publicados sobre autores como Luís de Camões, Gil Vicente, Manuel Maria Barbosa du Bocage, Camilo Pessanha, Cesário Verde, José Régio, Ruy Belo, Vergílio Ferreira e Sophia de Mello Breyner Andresen.
Enquanto primeira-dama, dedicou atenção aos desafios que as famílias e os jovens enfrentam no mundo atual e as novas exigências em matéria de assistência social.

## Condecorações[2][3]
- Excelentíssima Senhora Grã-Cruz da Ordem de Isabel a Católica de Espanha (22 de setembro de 2006)[4]
- Grã-Cruz da Ordem de Vitautas o Grande da Lituânia (25 de julho de 2007)
- Grã-Cruz da Ordem Nacional do Cruzeiro do Sul do Brasil (22 de abril de 2008)
- Grã-Cruz da Ordem Real da Estrela Polar da Suécia (9 de maio de 2008)
- Grã-Cruz da Ordem da Polónia Restituta da Polónia (1 de outubro de 2008)
- Grã-Cruz da Ordem do Mérito Real da Noruega (5 de novembro de 2008)
- Grã-Cruz da Ordem da República de Malta (11 de dezembro de 2008)
- Grã-Cruz da Ordem do Mérito da República Federal da Alemanha (26 de maio de 2009)
- Grã-Cruz da Ordem da Renascença da Jordânia (28 de maio de 2009)
- Grande Condecoração de Honra em Ouro com Banda da Condecoração de Honra por Serviços à República da Áustria (31 de agosto de 2009)
- Grã-Cruz da Ordem do Mérito do Qatar (10 de dezembro de 2009)
- Grã-Cruz de Classe Especial da Ordem da Renascença da Jordânia (10 de dezembro de 2009)
- Dama de Grã-Cruz da Pontifícia Ordem Equestre de São Gregório Magno do Vaticano ou da Santa Sé (30 de agosto de 2010)
- Grã-Cruz da Ordem do Mérito Civil e Militar de Adolfo de Nassau do Luxemburgo (9 de setembro de 2010)
- Grã-Cruz da Ordem de Bernardo O'Higgins do Chile (16 de novembro de 2010)
- Grã-Cruz da Ordem Pro Merito Melitensi da Ordem Soberana e Militar Hospitalária de São João de Jerusalém, de Rodes e de Malta (23 de novembro de 2010)
- Grã-Cruz da Ordem do Mérito da Polónia (16 de julho de 2012)
- Grã-Cruz da Ordem Nacional do Mérito da Colômbia (14 de novembro de 2012)
- Grã-Cruz da Ordem de Manuel Amador Guerrero do Panamá (30 de julho de 2013)
- Banda Classe Especial da Ordem Mexicana da Águia Asteca do México (2 de junho de 2014)
- Grã-Cruz da Ordem do Infante D. Henrique de Portugal (9 de março de 2017)